# رایچس برادرز
رایچس برادرز (The Righteous Brothers) یک گروه موسیقی متشکل از دو نفر بود که در بین سال‌های ۱۹۶۳ تا ۱۹۷۵ برنامه اجرا می‌کرد. ترانه‌های گروه در سبک‌های موسیقی پاپ و موسیقی سول چشم آبی بود.